# Креманка

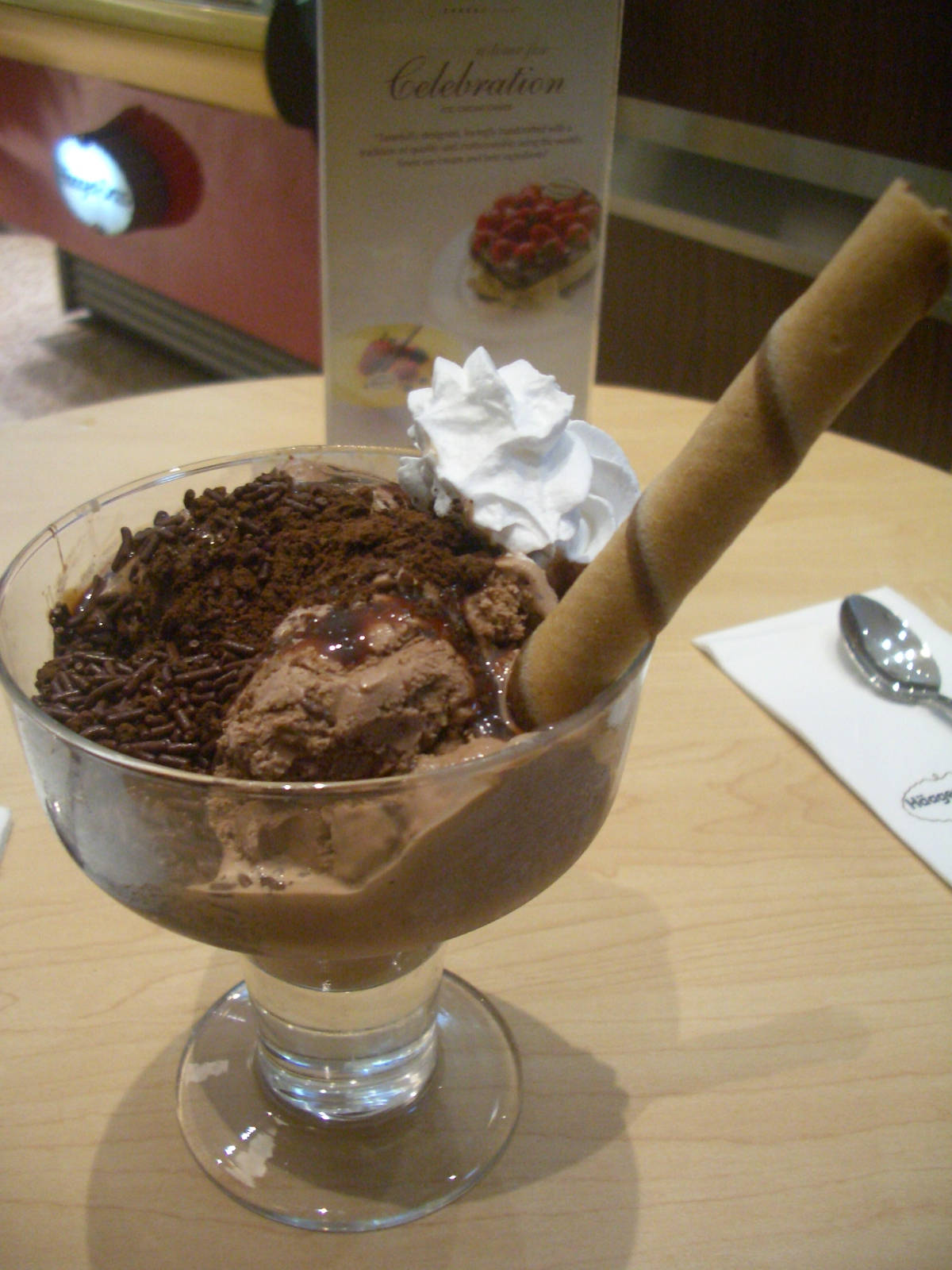
Морозиво в креманці

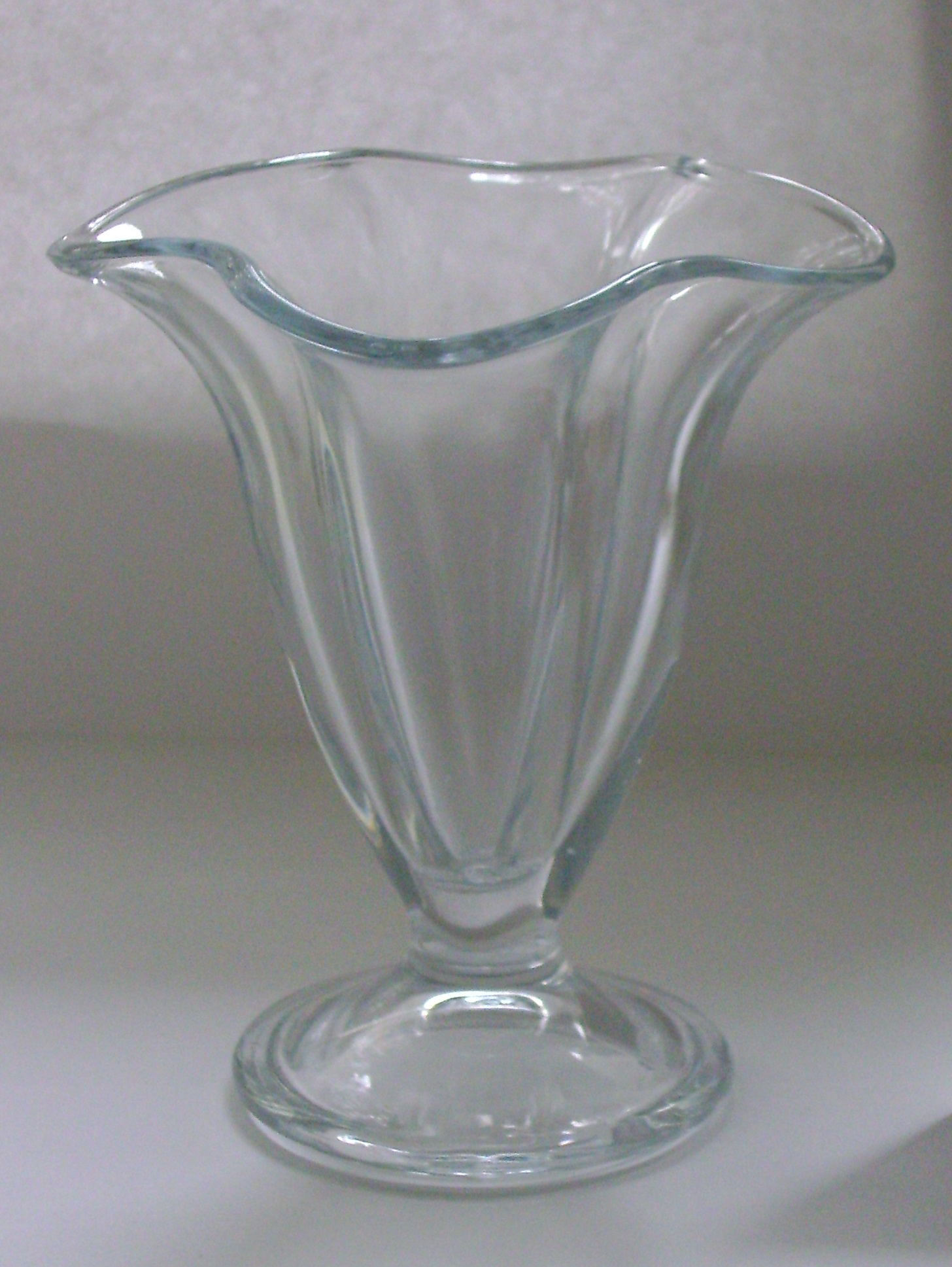
Порожня креманка

Крема́нка (від фр. crémant — «вид ігристого вина», «креман») — вид металевої, порцелянової (керамічної) або скляної посудини, призначений для подачі до столу цукерок, фруктів, варення, морозива, крему та інших десертних страв. Має вигляд порожнистого або плоского виробу різної форми на ніжці. Буває на високій, середній і низькій ніжці. Місткість креманки зазвичай розрахована на одну порцію. Ємність становить 250—300 см³.
Існують креманки для вина, це широкі і неглибокі келихи, різновид фужера.